# Reserva india Flathead
La Reserva India Flathead se encuentra al oeste de Montana, en Estados Unidos, muy cerca del Parque nacional de los Glaciares. En ella habitan los Salish, Kutenai y los Pend Oreille, las tribus que forman la Tribus confederadas salish y kutenai de la nación flathead. La reserva fue creada en 1855 a través del tratado de Hellgate.
- Datos: Q503543
- Multimedia: Flathead Indian Reservation / Q503543